# Kristian Haugaard
Kristian Haugaard Jensen est un coureur cycliste danois, né le 27 février 1991 à Aarhus dans le Jutland.

## Biographie
Bien que très jeune, Kristian a déjà amassé un grand nombre de place d'honneur et quelques victoires lors de ses premières saisons. Il a même battu la référence danoise en cyclisme, Jakob Fuglsang lors d'un sprint. Il a démontré sur le circuit danois ses qualités de grimpeur.

## Palmarès
- 2009
  - 1re étape du Tour du Pays de Vaud
  - 2e du Tour de Himmelfart juniors
- 2011
  - 3e du championnat du Danemark du contre-la-montre par équipes
- 2012
  - 1re étape du Randers Bike Week
  - Designa Grand Prix
  - 2e du Fyen Rundt
  - 3e du Sparekassen Himmerland Grand Prix
- 2013
  - 1re étape de la Flèche du Sud
  - 1re étape du Czech Cycling Tour (contre-la-montre par équipes)
  - 2e du Czech Cycling Tour
  - 3e du championnat du Danemark sur route espoirs
- 2014
  - 3e du Circuit des Ardennes international
- 2016
  - 2e du championnat du Danemark du contre-la-montre par équipes

## Classements mondiaux
| Année           | 2013 | 2014 | 2015 |
| --------------- | ---- | ---- | ---- |
| UCI Europe Tour | 103e | 286e | 612e |